# Caravel
Caravel es una variedad cultivar de manzano (Malus domestica).
Una variedad de manzana que sus parentales de procedencia son 'Melba' x 'Crimson Beauty'. Desarrollado en 1898 por Don Blair en el « "Federal Agriculture Research Station in Ottawa" », Ontario (Canadá). Las frutas tienen una pulpa cremosa y muy firme, que frecuentemente se tiñe de rojo vino junto a la piel, sabor jugoso y dulce con aroma a almendra. Tolera las zonas de rusticidad según el departamento USDA, de nivel 4.

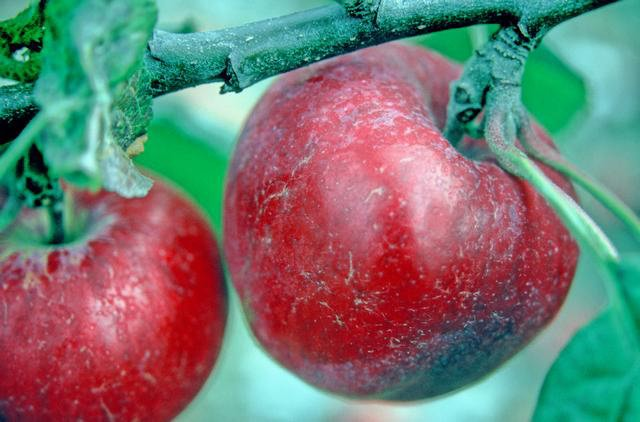
La manzana 'Caravel' en el árbol.

## Sinonimia
- "Ottawa 277" (durante su obtención),
- "Portia".

## Historia
'Caravel' variedad de manzana que procede del cruce de Parental-Madre 'Melba' x el polen de Parental-Padre de 'Crimson Beauty'. Criado en el « "Federal Agriculture Research Station in Ottawa" » en Ontario (Canadá) por Don Blair. Introducido en los circuitos comerciales y nombrado en 1964..
'Caravel' está cultivada en diversos bancos de germoplasma de cultivos vivos, tales como en National Fruit Collection (Colección Nacional de Fruta) de Reino Unido con el número de accesión: 1965-008 y Nombre Accesión : Caravel.

## Características
'Caravel' árbol de porte extenso, moderadamente vigoroso, erguido. Fructifica en espuelas. Comienza a producir como un árbol joven, pero tiene tendencia a la bienal, necesita un aclareo anual para mantener el tamaño de la fruta. Necesita veranos cálidos para madurar, aunque el clima inusualmente cálido durante la maduración final tiende a ablandar la manzana para que sea menos apetecible. Las flores pueden tolerar las heladas tardías. Tiene un tiempo de floración que comienza a partir del 3 de mayo con el 10% de floración, para el 7 de mayo tiene una floración completa (80%), y para el 15 de mayo tiene un 90% de caída de pétalos.
'Caravel' tiene una talla de fruto medio, con forma redonda a ligeramente plana, a menudo con tendencia a cónicas y acanaladas, con la corona de tipo medio, con nervaduras de débil a medio; epidermis suave, con color de fondo verde con sobre color rojo intenso en la mayor parte del fruto y algunas rayas rotas de color rojo oscuro, a veces ligeramente con una red de venas rojizas, y marcada escasamente con lenticelas indistintas de color claro, ruginoso-"russeting" (pardeamiento áspero superficial que presentan algunas variedades) débil; cáliz de tamaño ancho, se encuentra en una cuenca calicina estrecha, moderadamente profunda, a menudo acanalada en sus paredes; pedúnculo de longitud corto y calibre robusto, que se encuentra en una cavidad moderadamente profunda y ancha, que tiene un ligero ruginoso-"russeting"; pulpa cremosa y muy firme, que frecuentemente se tiñe de rojo vino junto a la piel, sabor jugoso y dulce con aroma a almendra.
Su tiempo de recogida de cosecha se inicia a mediados de agosto. Algo agrio cuando se recolecta por primera vez, pero se suaviza con el almacenamiento. Se conserva bien un par de semanas en cámara frigorífica.

## Usos
Se usa comúnmente como postre fresco de mesa.
También se usa para cocinar y hacer jugos.

## Ploidismo
Diploide. Auto estéril. Grupo de polinización : B, Día de polinización: 7.

## Susceptibilidades
- Resistente a la roya de la manzana, y al moho.[7]

## Cultivo
Variedad cultivada en Canadá y Estados Unidos.